# Airtight Games
A Airtight Games foi uma empresa americana independente de desenvolvimento de jogos de vídeo com sede em Redmond, Washington, fundada em 2004. Era constituída por antigos membros do FASA Studio, Will Vinton Studios e Microsoft, bem como de vários outros estúdios, sendo os seus principais membros o presidente e diretor criativo Jim Deal, o diretor artístico Matt Brunner e o cofundador Ed Fries.[carece de fontes?]

## História
A Airtight Games foi formada em 2004 pela equipa principal que lançou o título Xbox Crimson Skies: High Road to Revenge'.[carece de fontes?] O seu primeiro título foi o jogo de ação de 2010 Dark Void, publicado pela Capcom e lançado para as plataformas Microsoft Windows, PlayStation 3 e Xbox 360.
Em 2012, lançaram um jogo de puzzle para plataformas com a Square Enix como editora, intitulado Quantum Conundrum. Seguiram-se dois jogos para telemóvel para iOS em 2012 e 2013, e Soul Fjord, um jogo híbrido roguelike/ritmo desenvolvido como título exclusivo para a consola Ouya de curta duração e lançado em 2014.
Em junho de 2014, lançaram o jogo de aventura e mistério Murdered: Soul Suspect, publicado pela Square Enix e lançado para Microsoft Windows, PlayStation 3, PlayStation 4, Xbox 360 e Xbox One. No início desse ano, o estúdio despediu 14 empregados e o seu diretor criativo Kim Swift juntou-se à Amazon Game Studios.

## Jogos desenvolvidos
| Título                 | Ano  | Plataformas                                               |
| ---------------------- | ---- | --------------------------------------------------------- |
| Dark Void              | 2010 | PlayStation 3, Windows, Xbox 360                          |
| Quantum Conundrum      | 2012 | PlayStation 3, Windows, Xbox 360                          |
| Pixld                  | 2012 | iOS                                                       |
| DerpBike               | 2013 | iOS                                                       |
| Soul Fjord             | 2014 | Ouya                                                      |
| Murdered: Soul Suspect | 2014 | PlayStation 3, PlayStation 4, Windows, Xbox 360, Xbox One |